# Charro Kelly
Pedro Pablo (Charro) Kelly (Aruba, 19 oktober 1941 - Tanki Leendert, 1 maart 2021) was een Arubaans politicus. Hij was minister van Publieke Werken van Aruba (1986-1987) en minister van Openbare Werken en Volksgezondheid van Aruba (1989-1993).

## Biografie
Na de driejarige HBS behaalde Kelly het praktijkdiploma boekhouden, moderne bedrijfsadministratie en SPD I. Van maart 1959 tot april 1961 was hij werkzaam in het bedrijfsleven. Hij ging hierna in overheidsdienst en werkte achtereenvolgens bij het laboratorium, accountingsdienst en administratiebureau overheidsprojecten. Vanaf 1971 was hij administrateur bij de Telefoondienst en werd per 1 januari 1986 financieel directeur bij diens rechtsopvolger, Servicio di Telefon Aruba (Setar).
Zijn politieke carrière startte in 1973 met deelname aan de verkiezingen van de staten van de Nederlandse Antillen. Bij de eilandsraadverkiezingen in 1975 werd hij gekozen tot raadslid, een functie die hij behield tot eind 1985. Tussen 1977 en 1983 en in 1985 was hij tevens gedeputeerde en lid van het Arubaans bestuurscollege. Hij was vice-voorzitter van de MEP tussen 1981 en 1983. Van 1 februari 1983 tot 1 juli 1983 trad hij op als wnd. gezaghebber van Aruba.
Eind september 1983 brak Kelly met de MEP. Deze had zijn ontslag als gedeputeerde opgeëist omdat hij, in afwijking van zijn fractie, de motie tegen gezaghebber Pedro Bislip in verband met het gebeuren op het Winstonveld niet steunde. Hij richtte in 1985, tezamen met Pedro Bislip en John Booi, de partij Accion Democratico Nacional (ADN) op. Vanaf 1 januari 1986 was hij minister van Publieke Werken in het eerste Arubaans kabinet, kabinet-Henny Eman I en trad af in augustus 1987, nadat de ADN haar steun aan de coalitie introk. Hij was vooral bekend om zijn voortvarendheid met de aanleg van asfaltwegen.
In 1988 volgde hij John Booi op als lid van de Staten van Aruba. Op 9 februari 1989 trad hij opnieuw aan als minister van Publieke Werken en Volksgezondheid in het kabinet-Oduber I. In dit kabinet was hij tevens vice-premier. In de zomer van 1989 gaf hij opdracht tot het ontwerpen van een landsverordening Algemene Ziektekostenverzekering. Het voorstel werd in 1990 bij de Staten van Aruba ingediend en in 1992 aanvaard.
Bij de verkiezingen van 1985 behaalde Kelly meer persoonlijke stemmen dan ADN-lijsttrekker John Booi. Na interne strubbelingen werd hij vanaf 1987 partijvoorzitter, politiek leider en lijsttrekker van de ADN. Na de statenverkiezingen van 2001 werd de partij inactief en trok Kelly zich terug uit de actieve politiek.
Kelly was gehuwd met Clothilda Dijkhof en samen kregen zij een dochter en een zoon. Voor zijn verdiensten werd hij in 1995 gedecoreerd tot ridder in de Orde van de Nederlandse Leeuw. In 2024 werd een straat in de wijk Noord naar hem vernoemd.